# دان هايز
دان هايز (بالإنجليزية: Dan Hays)‏ هو سياسي كندي، ولد في 24 أبريل 1939 في كالغاري في كندا. حزبياً، نشط في الحزب الليبرالي الكندي. وقد انتخب Leader of the Opposition in the Senate (Canada) ‏ (1 فبراير 2006 – 17 يناير 2007) وانتخب رئيس مجلس الشيوخ ‏ (26 يناير 2001 – 7 فبراير 2006) وانتخب عضو مجلس الشيوخ الكندي (29 يونيو 1984 – 30 يونيو 2007).